# کنیژپوله
کنیژپوله (به چکی: Kněžpole) یک منطقهٔ مسکونی در جمهوری چک است که در ناحیه اوهرسکه هرادیشتی واقع شده‌است. کنیژپوله ۹٫۲۹ کیلومتر مربع مساحت و ۱٬۰۹۹ نفر جمعیت دارد و ۱۸۰ متر بالاتر از سطح دریا واقع شده‌است.